# Finning
Finning település Németországban, azon belül Bajorországban. Lakosainak száma 1986 fő (2023. december 31.).

## Népesség
A település népessége az elmúlt években az alábbi módon változott:
| Lakosok száma | 277  | 530  | 1093 | 1191 | 1655 | 1749 | 1823 | 1899 | 1973 | 1986 |
|               | 1875 | 1950 | 1975 | 1987 | 2012 | 2014 | 2016 | 2017 | 2021 | 2023 |